# Sič
Il sič (Січ in lingua ucraina) era il centro politico democratico dei Cosacchi, in particolar modo, di quelli della Zaporižžja. L'istanza suprema decisionale del sič era la Rada, l'assemblea dei Cosacchi. 

## Etimologia
Il nome proviene dal verbo ucraino «сікти» (sikty), «tagliare», che significa anche realizzare una radura, eventualmente anche con la costruzione di una recinzione con tronchi di alberi tagliati per l'occasione. «Січ» significa anche "gennaio".

## Storia
Il sič degli Zaporoghi fu dal XVI al XVIII secolo la capitale dei Cosacchi zaporoghi, sulle rive del fiume Dnepr in Ucraina. Quando nel 1775 l'imperatrice Caterina II sottomise gli zaporoghi, una parte di loro s'installò nel delta del Danubio, allora sotto dominazione ottomana, ove costruirono un sič del Danubio, mentre altri si spostarono nel Kuban', nel Caucaso nord-occidentale.